# Åstjärnen (Attmars socken, Medelpad)
Åstjärnen är en sjö i Sundsvalls kommun i Medelpad och ingår i Ljungans huvudavrinningsområde.